# Écoles méniennes d'Autun
Les Écoles méniennes d'Autun (en latin Scholæ menianæ) sont des écoles de Droit et de Lettres de l'Antiquité, situées à Augustodunum (actuelle Autun). Ces écoles accueillent l'élite de la jeunesse gauloise dans un vaste complexe architectural en centre-ville. Elles sont considérées par certains historiens comme le premier centre universitaire attesté de Gaule romaine.

## Histoire
Dès la création de la ville d'Augustodunum (l'actuelle Autun), une institution scolaire y est créée, à destination de la jeunesse locale. Tacite le mentionnera dans ses Annales lorsqu'il évoquera la révolte des Éduens contre la taxation excessive sous le règne de Tibère.
Au cours du IIe siècle, un vaste complexe architectural est construit en centre-ville d'Augustodonum pour accueillir ces écoles. Les vestiges architecturaux indiquent la construction d'un vaste bâtiment richement orné de marbres (marbre blanc de Carrare, porphyre rouge d'Égypte…), avec une entrée magistrale à double portique.

## La première université de Gaule?
En dehors de Grèce, les bâtiments destinés à l'enseignement sont rares dans l'Empire gréco-romain. L'attestation par des sources écrites, et la confirmation par les fouilles archéologiques d'un ensemble de bâtiments destinés à l'enseignement ont permis à certains historiens d'émettre l'hypothèse que les Écoles méniennes peuvent être considérées comme le premier centre universitaire attesté en Gaule.

## Étymologie
Le nom des écoles provient du mot latin maenianum, qui signifie un gradin ou un balcon en saillie.